# Hot Fuzz

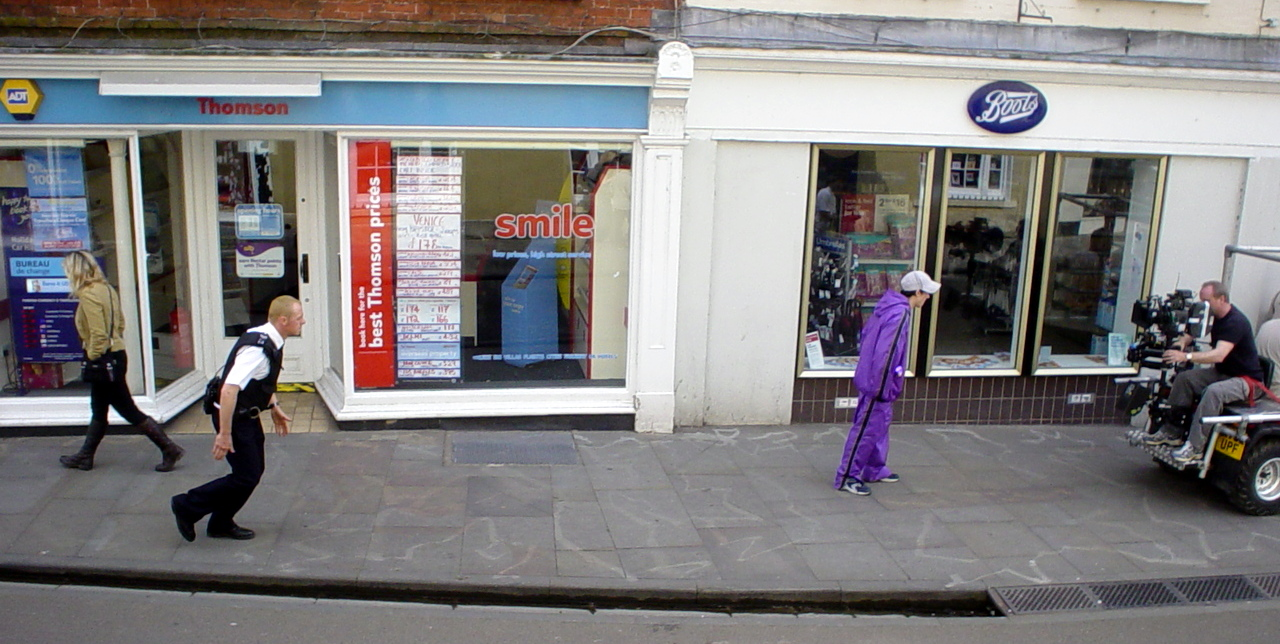
De set van Hot Fuzz

Hot Fuzz is een Brits-Franse actiekomedie uit 2007, geregisseerd door Edgar Wright, die samen met Simon Pegg het scenario schreef. De film is een parodie op het actiefilmgenre en bouwt op naar een spectaculaire finale met opzettelijk overdreven actie en explosies. De film bevat verwijzingen naar bekende actiefilms, zoals Bad Boys, The Matrix en Point Break. Hot Fuzz won de Empire Award voor beste filmkomedie en werd genomineerd voor Beste Britse Film, Beste Regisseur en Beste Hoofdrolspeler (Pegg).

## Verhaal
Nicholas Angel is een getalenteerde politieagent in Londen. Omdat hij zó goed is, lijkt het alsof de andere agenten slecht zijn. Zijn superieuren sturen hem daarom naar het slaperige en criminaliteitsloze dorpje Sandford, waar al in twintig jaar niemand is vermoord. In Sandford wordt hij gekoppeld aan politieagent Danny Butterman, de zoon van politiechef Frank Butterman. Danny is een grote actiefilmfan en geobsedeerd door de belevenissen van Nicholas in Londen, met name op het gebied van wapens. 
Nicholas probeert zijn werk in het dorp zo goed mogelijk te doen en lijkt hierin soms wat door te slaan; hij is 24 uur per dag bezig met zijn werk als politieagent. Nicholas en Danny raken bevriend, en Danny weet Nicholas zelfs over te halen om een paar actiefilms te kijken en een biertje te drinken bij de lokale pub, iets wat Nicholas voorheen nooit zou hebben gedaan. Het lukt hem eindelijk om de knop om te zetten en eens te ontspannen van het politiewerk.
Het blijkt echter dat Sandford niet helemaal het rustige dorpje is dat het lijkt. Er gebeuren een aantal heel erg vreemde ongelukken, waarvan Nicholas de enige is die inziet dat het eigenlijk om moorden gaat. Iedereen doet hem af als een gestreste stadsagent, in een dorp als Sandford worden immers geen moorden gepleegd. Aanvankelijk vermoedt Nicholas dat de moorden werden gepleegd vanwege een lap grond die bij verkoop veel geld oplevert voor de nieuwe eigenaar; op die grond werd namelijk een nieuwe belangrijke weg met mogelijk een grote supermarkt gepland. Nicholas blijkt in de moorden gelijk te hebben, maar ze werden om een totaal andere reden gepleegd: het blijkt dat de leden van de Neighbourhood Watch Alliance in het dorp iedereen vermoorden die een potentieel gevaar vormt voor de rust in het dorpje en voor de prijs "Het dorp van het jaar". De leider van deze groep is Frank, die er zo voor wil zorgen dat het dorp keer op keer wint in de "Dorp van het jaar"-competitie, ter nagedachtenis van zijn overleden vrouw. Zij had zelfmoord gepleegd omdat Sandford één keer niet gewonnen had, na de doortocht van een bende herrieschoppers. 
Nicholas krijgt Danny zover om hem te helpen en samen gaan ze aan de slag met een groot arsenaal aan wapens (die eerder in de film in beslag werden genomen), om de moordenaars in een groot vuurgevecht te arresteren en op te sluiten.

## Rolverdeling
| Acteur          | Personage          |
| --------------- | ------------------ |
| Simon Pegg      | PS Nicholas Angel  |
| Nick Frost      | PC Danny Butterman |
| Jim Broadbent   | PI Frank Butterman |
| Timothy Dalton  | Simon Skinner      |
| Edward Woodward | Tom Weaver         |
| Paddy Considine | DS Andy Wainwright |
| Rafe Spall      | DC Andy Cartwright |
| Kevin Eldon     | PS Tony Fisher     |
| Billie Whitelaw | Joyce Cooper       |
| Olivia Colman   | PC Doris Thatcher  |

De film bevat een groot aantal kleine optredens, zoals die van de Britse komieken Bill Bailey, Adam Buxton, Steve Coogan, Julia Deakin, Martin Freeman, Stephen Merchant en Robert Popper. Eveneens hebben ook de Britse acteurs Bill Nighy, Anne Reid, Kenneth Cranham, David Threlfall, Paul Freeman en Stuart Wilson rolletjes. Regisseur Peter Jackson heeft een cameo aan het begin van de film. Cate Blanchett speelt de ex-vriendin van Nicholas. De jonge Britse zanger Joseph McManners speelt de jongen die in het gevecht belandt aan het einde van de film. Filmregisseur Edgar Wright heeft een cameo in de supermarktscène.

## Productie
Het kostte regisseur Wright en hoofdrolspeler Pegg achttien maanden om het script te schrijven. In de tweede helft van 2005 ging productiemaatschappij Working Title op zoek naar plaatsen waar de film opgenomen zou kunnen worden. Pegg en Wright kozen ervoor om de film op te nemen in Zuidwest-Engeland, de plaats waar zij beide opgroeiden. De actiescènes werden opgenomen in Frome, de rest van de scènes in Sandford in Wells. Wright baseerde de film gedeeltelijk op zijn eerste amateurfilm Dead Right.
Op 19 maart 2006 werd begonnen met de opnamen, die elf weken zouden duren. Ondertussen hielden Pegg, Frost en Wright een videoblog bij op de website van productiemaatschappij Working Title.